# Piazza del Mercato (Hildesheim)
Il Marktplatz (letteralmente: “piazza del mercato”) è una piazza posta nel centro storico della città di Hildesheim. La piazza è un insieme di 11 edifici di interesse architettonico che costituiscono il cuore della città.
Esistente già nell'alto medioevo come luogo di commercio e di scambio, tra il XIII e il XIX secolo vide sorgere i vari edifici che ne abbellivano i 4 lati. Devastata e completamente distrutta durante il bombardamento anglo-canadese del 22 marzo 1945, venne ricostruita (aumentandone la superficie) una prima volta nel corso degli anni Cinquanta e Sessanta, con edifici in stile moderno che presero il posto di quelli antichi.
Per la forte determinazione degli abitanti di Hildesheim, è stata nuovamente ricostruita tra il 1983 e il 1989, ricreando la quinta architettonica anteguerra, con copie delle case in legno perfettamente conformi agli originali.
Il più famoso ed imponente degli edifici è il Knochenhaueramtshaus, originariamente edificato nel 1529.
Accanto, più modesto nelle dimensioni e severo nelle linee architettoniche, sorge il Bäckeramtshaus, in stile Biedermeier (1825).